# Stubbe – Von Fall zu Fall: Mordfall Maria
Mordfall Maria ist ein deutscher Fernsehfilm von Peter Kahane aus dem Jahr 2014. Es handelt sich um den 50. und sogleich letzten Filmbeitrag der ZDF-Kriminalfilmreihe Stubbe – Von Fall zu Fall mit Wolfgang Stumph in der Titelrolle. 2018 erfolgte ein Weihnachts-Special Stubbe – Tod auf der Insel.

## Handlung
Kommissar Wilfried Stubbe ist ziemlich deprimiert. Da seine Tochter Christiane beschlossen hat mit ihrem Mann und dem gemeinsamen Kind in eine eigene Wohnung zu ziehen, bleibt er nun ganz allein in ihrem Haus zurück. Die plötzliche Ruhe und der Abschied lässt ihn wehmütig werden und so hört er nicht, wie sein Handy klingelt. Seine Kollegin Rosinsky muss daher persönlich zu ihm fahren, um ihn zu ihrem neuen Fall zu holen: Die Rollstuhlfahrerin Maria Kirsch war während eines Basketballtrainings plötzlich tot zusammengebrochen. Erste Untersuchungen weisen toxische Stoffe im Blut auf, was bedeutet, dass die junge gehandicapte Frau vergiftet wurde. Ihr Trainer Niklas Mohn hatte bereits bei der ersten Befragung geäußert, dass es sich um einen Mord handeln würde, weil er Maria sehr gut kannte und sie nicht zu irgendwelchen Kreislaufproblemen neigte.
Trotz ihrer Behinderung war Maria eine sehr lebenslustige Frau und hatte im Internet einen eigenen Blog, in welchem sie über sich und ihre Umgebung berichtet hatte. Nachdem in Marias Zimmer eingebrochen wurde und der Laptop samt Kamera verschwunden ist, liegt nahe, dass ihr Tod mit ihren Online-Berichten zusammenhängt. Allerdings käme auch ein klassisches Mordmotiv in Betracht, denn Maria war im dritten Monat schwanger, was die Obduktion ergeben hatte.
Stubbe hat allerdings Probleme sich auf den Fall voll zu konzentrieren, denn nicht nur seine Tochter hat ihn „verlassen“, auch seine Freundin Marlene will wegziehen. Ausgerechnet in Dresden, seiner alten Heimatstadt, hat sie ein neues Jobangebot angenommen. Sie war sich sicher, dass sich Stubbe freuen würde und er nach seiner bevorstehenden Pensionierung mit ihr zusammen nach Dresden ziehen würde. Doch er will in Hamburg bleiben, was nun die Trennung von Marlene bedeuten könnte. Entsprechend missmutig verhält er sich. Er weicht ihren Angeboten aus, die sie immer wieder macht und lehnt eine erneute Veränderung in seinem Leben strikt ab. So in seine eigenen Probleme verstrickt, zögert er einem vagen Hinweis nachzugehen, der zu Marias Arzt, Dr. Riedel, führt. Stubbes Mitarbeiterin Rosinsky sieht sich jedoch veranlasst, den Mann zu überwachen und kann ihn auf frischer Tat ertappen, als er anscheinend Beweismittel vernichten will. Riedel wird verhört und gibt zu, mit Maria eine Beziehung gehabt zu haben. Da er befürchtete, in Verdacht zu geraten, hätte er bei ihr eingebrochen, um verräterische Videos an sich zu bringen. Er sieht ein, dass dies ein Fehler war, aber er hätte Maria geliebt und hätte ihr nie etwas antun können.
Kurz nach Marias Tod erleidet ihr Teamkollege David eine Tablettenvergiftung. Es ist zunächst unklar, ob er sich umbringen oder ob ihn jemand zum Schweigen bringen wollte. Stubbe befürchtet letzteres, denn wahrscheinlich hatte David den Giftanschlag auf Maria beobachtet. So verdichten sich immer mehr Hinweise auf seine Teamkollegin Judith. Stubbe stellt sie zur Rede und erfährt so, dass auch sie in Dr. Riedel verliebt ist. Sie ist der Meinung, dass Maria nicht die Richtige für „ihren Jörg“ gewesen wäre und sie ihn nur unglücklich gemacht hätte. Stubbe nimmt sie daraufhin fest.

## Hintergrund
Der Film wurde vom 25. Juni 2013 bis zum 2. August 2013 in Hamburg gedreht und am 18. Januar 2014 um 20:15 Uhr im ZDF erstausgestrahlt.

## Kritik
Tilmann P. Gangloff wertete bei Tittelbach.tv: „Wichtiger als die Mördersuche ist in der 50. und letzten Stubbe-Episode ‚Der Mordfall Maria‘ das Abschiednehmen. Autor-Regisseur Peter Kahane, der die Reihe mit ins Leben rief und maßgeblich prägte, beendet nach fast 20 Jahren den erfolgreichen Samstagabendkrimi um den menschenfreundlichen Dresdner Kommissar in Hamburg. Kriminalistisch und filmästhetisch bleibt der mit Uwe Bohm, Jule Böwe & Nina Petri gut besetzte Film Durchschnitt.“
Die Kritiker der Fernsehzeitschrift TV Spielfilm vergaben dagegen die bestmögliche Wertung (Daumen nach oben). Sie beschrieben den Film: „Sentimental wird er schon, wenn Stubbe an der Elbe sitzt und 20 Jahre Hamburg und sein Leben Revue passieren lässt. Die Krimihandlung gerät dabei verständlicherweise etwas in den Hintergrund“. Die Zusammenfassung lautete: „‚Rolling home‘ für Stubbe – ein leiser letzter Fall“.